# لا أرض أخرى
لا أرض أخرى هو فيلم وثائقي من إنتاج مشترك بين دولة فلسطين والنرويج، وإخراج الرباعي باسل عدرا، وحمدان بلال، ويوفال يوفال إبراهيم، وراحيل تسور، وهم ناشطون فلسطينيون وإسرائيليون داعمون للقضية الفلسطينية. يأتي الفيلم في محاولةٍ من الرباعي في طريق البحث عن العدالة أثناء ما تعانيه فلسطين من اعتداءات. واختير ليعرض أول مرة في قسم البانوراما في الدورة 74 من مهرجان برلين السينمائي الدولي في 12 شباط/ فبراير 2024، حيث حاز على جائزتين. ويتحدث في مدة 95 دقيقة عن ممارسات التهجير التي يعاني منها المواطنين الفلسطينيين في الضفة الغربية من الاحتلال الإسرائيلي، إذ يسجل الاعتداءات التي تعرضت لها منطقة مسافر يطا منذ عام 2019 وحتى عام 2023.
في 23 يناير 2025، تم ترشيح الفيلم في حفل توزيع جوائز الأوسكار السابع والتسعين لنيل جائزة الأوسكار لأفضل فيلم وثائقي. نال الفيلم الجائزة في حفل توزيع جوائز الأوسكار في 2 مارس 2025.

## أحداث الفيلم
يناضل مخرج الفيلم باسل العدرا منذ طفولته ضد التهجير القسري الذي يمارسه الاحتلال العسكري الإسرائيلي لأهله في مسافر يطا وهي منطقة تضم 19 قرية فلسطينية تقع داخل حدود بلدية يطا في الضفة الغربية. حيث أعلنت إسرائيل المنطقة للتدريبات العسكرية الخاصة بها، فحرمت بذلك العائلات الفلسطينية من حقهم في العيش على أرضهم التي ولدوا فيها، تاركيهم بلا أي أرض أخرى ليعيشوا عليها. ويسجل بطلي الفيلم (باسل عدرا والناشط الإسرائيلي يوفال إبراهيم) بالكاميرا وبهاتف باسل التدمير المتواصل لمسافر يطا، حيث يدمر الجيش الإسرائيلي المنازل ويُخليها من سكانها، ويقطع أنابيب المياه، ويسلب مولدات الكهرباء، ويسوي المدرسة التي بنوها الأهالي بالأرض، ويسجل هروب المدنيين أثناء الاعتداء عليهم، والجرافات المدمرة للمكان، والجنود الذين يعتدون على المصورين، وهروب المصورين بعدها، مع أصوات الصراخ والتدافع بين الأهل المعتدى عليهم والمعتدين، ويوثق عنف وبطش المستوطنين على الأهالي وترويعهم، كما يصور محاولات الأهالي في إعادة بناء منازلهم ليلاً.

## الجوائز
- جائزة جمهور البانوراما عن فئة أفضل فيلم وثائقي، وهي جائزة يحصل عليها الفيلم حسب تصويت الجمهور من مهرجان برلين السينمائي الدولي، في فبراير 2024.
- جائزة بيرلينالي عن فئة أفضل فيلم وثائقي من مهرجان برلين السينمائي الدولي، في فبراير 2024.
- جائزة الجمهور من مهرجان كوبنهاجن الدولي للأفلام الوثائقية، في مارس 2024.
- جائزة الجمهور من مهرجان رؤى الواقع الدولي للأفلام الوثائقية في سويسرا، في أبريل 2024.
- جائزتين جراند بيكس، والجمهور من مهرجان MDAG في بولندا، في مايو 2024.
- جائزة الجمهور من مهرجان فانكوفر الدولي للأفلام، في أكتوبر 2024.
- جائزة بوسان لعشاق السينما من مهرجان بوسان السينمائي الدولي، في أكتوبر 2024.[11]
- جائزة الأوسكار لأفضل فيلم وثائقي في حفل توزيع جوائز الأوسكار السابع والتسعين.[6]

## جدل حول الفيلم
أثار الفيلم جدلاً واسعاً في ألمانيا بعد عرضه في مهرجان برلين وحصوله على جائزتين منه، خاصًة بعد تصريح صناع العمل وإعلانهم تضامنهم مع الشعب الفلسطيني وما يحصل في غزة، فطلب باسل العدرا من الحكومة الألمانية التوقف عن تصدير السلاح لإسرائيل وطالب بوقف إطلاق النار، كما قال يوفال إبراهيم أنه في هذا المهرجان قد يتساوى مع باسل لكنه حينما يعود لفلسطين فباسل لا يملك نفس الامتيازات التي يتمتع بها هو، مما أثار غضباً واسعاً فاعتبر الكثيرون خطاباتهم بأنها "معادية للسامية" حسب قولهم، فمن غير المألوف أن تقال مثل هذه الخطابات في بلد كألمانيا، أشد الداعمين لإسرائيل.

## حوادث
في 28 يوليو 2025، قُتل عودة الهذالين، أحد المشاركين في إنتاج الفلم، قتله المستوطن ينون ليفي رميًّا بالرصاص، ويذكر أن إدارة جو بايدن وكندا وبريطانيا فرضت على هذا المستوطن عقوبات سابقًا.

## وصلات خارجية
- لا أرض أخرى على موقع IMDb (الإنجليزية)
- لا أرض أخرى على موقع ميتاكريتيك (الإنجليزية)
- لا أرض أخرى على موقع روتن توميتوز (الإنجليزية)
- لا أرض أخرى على موقع ألو سيني (الفرنسية)
- لا أرض أخرى على موقع أول موفي (الإنجليزية)
- لا أرض أخرى على موقع فيلمافينيتي (الإسبانية)
- لا أرض أخرى على موقع قاعدة بيانات الأفلام السويدية (السويدية)
- لا أرض أخرى على موقع قاعدة بيانات الفيلم (الإنجليزية)
- لا أرض أخرى على موقع ليتربوكسد (الإنجليزية)